# Islam in Kasachstan
Der Islam in Kasachstan ist die am weitesten verbreitete Religion des Landes; laut der Volkszählung von 2021 bekannten sich 69,3 % der Bevölkerung zum Islam. Ethnische Kasachen sind überwiegend sunnitische Muslime der Hanafi-Schule, daneben gibt es eine kleine Anzahl von Schiiten und wenige Ahmadi-Muslime. Geographisch betrachtet ist Kasachstan das nördlichste, mehrheitlich muslimisch bevölkerte Land der Welt. Weitere ethnische Gruppen mit muslimischem Hintergrund in Kasachstan sind die Usbeken, Uiguren und Tataren.

## Geschichte

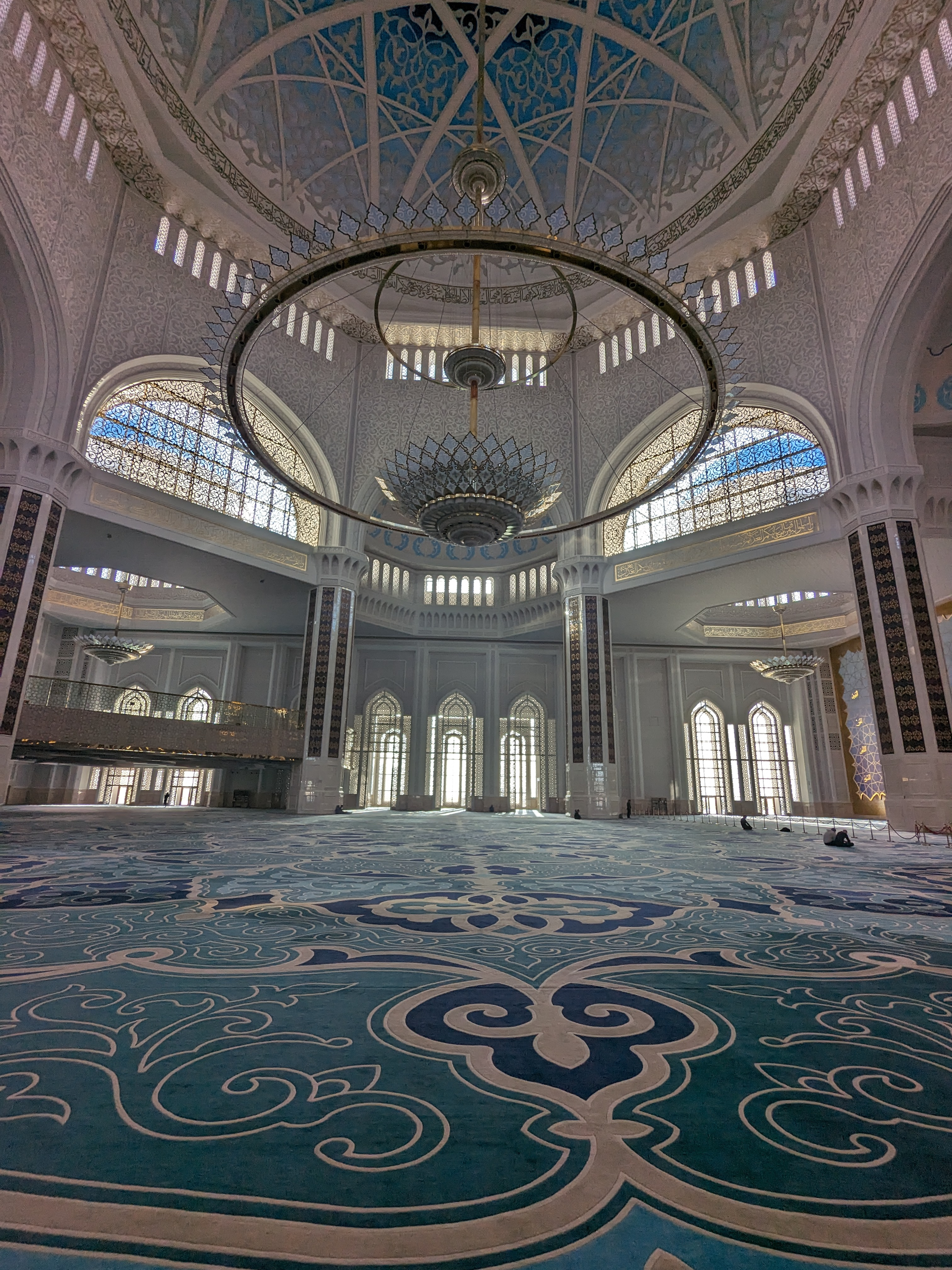
Zentralmoschee (Astana)

Der Islam erreichte mit der Islamischen Expansion nach Zentralasien im 8. Jahrhundert Kasachstan
Zunächst etablierte er sich in den südlichen Landesteilen Turkestans und breitete sich dann allmählich nach Norden aus. Der Islam verwurzelte sich dank der begeisternden Missionstätigkeit der samanidischen Herrscher insbesondere in den Gebieten um Taraz, wo eine erhebliche Anzahl der Kasachen den Islam annahmen. Die Region Dasht-i Qipchaq war seit der ersten Hälfte des 14. Jahrhunderts muslimisch, wobei die Kasachen den Islam bereits als ihre angestammte Religion betrachteten, die von ihren Vorfahren in ferner Vergangenheit angenommen worden war. Zusätzlich propagierte am Ende des 14. Jahrhunderts die Goldene Horde den Islam unter den Kasachen und anderen zentralasiatischen Stämmen.
Während des 18. Jahrhunderts nahm der russische Einfluss in dieser Region stark zu. Angeführt von Katharina II. zeigten sich die Russen anfangs bereit, den Islam zu tolerieren, als muslimische Geistliche eingeladen wurden, um zu den Kasachen zu predigen, die von den Russen als „wild“ und „ignorant“ gegenüber Moral und Ethik angesehen wurden.
Die russische Kolonialpolitik änderte sich allmählich durch die Einleitung vorislamischer Elemente des kollektiven Bewusstseins in Richtung der Schwächung des Islam. Dazu zählte die Propagierung vorislamischer historischer Persönlichkeiten und das Schüren von Minderwertigkeitsgefühlen durch die Entsendung von Kasachen in hohe russische Elite-Militärinstitutionen.
Bei dem Versuch, die Kasachen der kommunistischen Ideologie anzupassen, waren die Beziehungen der Geschlechter und andere Aspekte der kasachischen Kultur Hauptziele der sozialen Veränderung.

### Unabhängiges Kasachstan
Nach der Unabhängigkeit Kasachstans im Jahr 1991 erlebte das Land eine Entwicklung, die in der Fachliteratur als „Re-Traditionalisierung des Islam“ bezeichnet wird. Dabei handelt es sich um eine vor allem kulturelle und soziale Rückbesinnung jüngerer Generationen auf das islamische Erbe, die Aspekte wie spirituelle Selbstvervollkommnung, Bildung und Gemeinschaftszugehörigkeit betont und zugleich mit der säkularen Regierungsstruktur des Landes in Einklang steht. Der Zusammenbruch der Sowjetunion fiel in eine Phase einer globalen islamischen Renaissance, die erhebliche Auswirkungen auf Zentralasien hatte. Dies führte zu einem erneuten religiösen Interesse, das sowohl der Stärkung ethnisch-kultureller Identität als auch der Ausübung religiöser Praxis diente. Der Bau von Moscheen und religiösen Schulen nahm in den 1990er Jahren stark zu, oft mit finanzieller Unterstützung aus der Türkei, Ägypten und vor allem Saudi-Arabien. Im Jahr 1991 waren 170 Moscheen in Betrieb, mehr als die Hälfte davon neu errichtet. Damals existierten schätzungsweise 230 muslimische Gemeinschaften in Kasachstan. Bis 2013 stieg die Zahl der Moscheen auf 2.320. Bedeutende symbolische Meilensteine dieser Entwicklung waren der Bau großer Moscheen in der Hauptstadt Astana: 2012 weihte der Präsident die Hazrat-Sultan-Moschee ein, die damals größte muslimische Gebetsstätte in Zentralasien, gefolgt von der Eröffnung der Zentralmoschee von Astana im Jahr 2022, die zu den zehn größten Moscheen der Welt zählt und derzeit die größte in Zentralasien ist.
Während dieser Zeit knüpfte Kasachstan Bildungsbeziehungen zu renommierten Institutionen in Südwestasien und Nordafrika, entsandte Studierende an die Al-Azhar-Universität in Kairo und an die Islamische Universität von Medina und gründete zugleich islamische Bildungseinrichtungen im eigenen Land, darunter die Universität „Otyrar“ (kasachisch-arabisch) in Schymkent sowie die Ahmet-Yassawi-Universität in Turkistan. In der Forschung wird jedoch darauf hingewiesen, dass viele kasachische Studierende Schwierigkeiten hatten, sich an die religiöse Ausbildung im Ausland anzupassen, und viele schließlich die türkischen islamischen Traditionen als besser mit der lokalen Kultur und dem säkularen Regierungsmodell Kasachstans vereinbar empfanden.
Anfang der 2000er Jahre, im Zuge externer Ereignisse wie den Terroranschlägen am 11. September 2001 und wachsender regionaler Sicherheitsbedenken, verfolgte die kasachische Regierung eine zurückhaltendere Politik gegenüber dem Islam. Dies wird in der Forschung als „Verstaatlichung des Islam“ (étatization of Islam) bezeichnet, ein wechselseitiger Prozess, der sowohl staatliche Bemühungen zur Kontrolle islamischer Aktivitäten als auch das Bestreben muslimischer Gemeinschaften, an der nationalen Modernisierung mitzuwirken, umfasst. Zur Verwaltung religiöser Angelegenheiten etablierte der Staat einen institutionellen Rahmen, der auf die Geistliche Verwaltung der Muslime Kasachstans (DUMK), staatlich registrierte Moscheen, islamische Bildungseinrichtungen und gemeinnützige Stiftungen gestützt ist. Dieses System fördert den traditionellen sunnitischen Hanafi-Islam sowie historisch verankerte Sufi-Praktiken und begünstigt dadurch regional unterschiedliche Ausdrucksformen des Islam. Die Geistliche Verwaltung betreibt heute ein weit verzweigtes Netz von über 2.500 Moscheen und Bildungseinrichtungen und steht mit der Regierung in einem Verhältnis „gegenseitiger Abhängigkeit und Ergänzung“ – anstelle einer direkten staatlichen Kontrolle.

## Der Islam und der Staat
Im Jahr 1990 schuf der damalige Erste Sekretär der Kommunistischen Partei Kasachstans Nursultan Nasarbajew eine Grundlage für den Islam, indem Kasachstan das Muslim Board von Zentralasien, die sowjetisch genehmigte und politisch orientierte religiöse Verwaltung für das gesamte Zentralasien, verließ. Stattdessen gründete Nasarbajew für kasachische Muslime ein separates Muftiat, das heißt eine religiöse Autorität.
Mit Blick auf die nahegelegenen islamischen Regierungen im Iran und Afghanistan verboten die Autoren der Verfassung von 1993 speziell religiöse politische Parteien. Die Verfassung von 1995 verbietet Organisationen, die versuchen, rassische, politische oder religiöse Zwietracht zu säen und stellt ausländische religiöse Organisationen unter strenge staatliche Kontrolle. Wie ihr Vorläufer legt die Verfassung von 1995 fest, dass es sich bei Kasachstan um einen säkularen Staat handelt; damit ist Kasachstan der einzige Staat Zentralasiens, dessen Verfassung dem Islam keinen besonderen Status zuordnet. Jedoch trat Kasachstan im gleichen Jahr der Organisation für Islamische Zusammenarbeit bei. Diese Haltung basierte auf der Grundlage der Außenpolitik der Nasarbajew-Regierung sowie auf inländischen Überlegungen.
Seit 2011 ist die Religionspolitik des Staates gesetzlich verankert. Sie verfolgt das Ziel, authentische islamische Traditionen zu fördern und gleichzeitig dem Einfluss extremistischer Ideologien entgegenzuwirken. Dabei soll die Harmonie zwischen verschiedenen islamischen Strömungen gewahrt bleiben, die ethisches Verhalten, gemeinnützige Arbeit und friedliches Zusammenleben betonen. Studien zeigen, wie staatliche und religiöse Behörden ihre Beziehungen durch gegenseitige Zugeständnisse aushandeln. Der Staat stellt Mittel für die islamische Bildung im In- und Ausland bereit, während sich religiöse Autoritäten an den staatlichen Modernisierungsvorgaben orientieren. Die heutige Moscheeverwaltung spiegelt dieses Gleichgewicht wider, da Imame, die oft sowohl an islamischen als auch an säkularen Einrichtungen ausgebildet wurden, zwischen orthodoxer Lehre und staatlichen Vorstellungen von religiöser Zugänglichkeit vermitteln und religiöse Autorität auf Textwissenschaft und internationale Erfahrung stützen.
Kasachstan hat ein säkulares Modell eingeführt, das den Islam von der Staatsführung trennt und Religion vorwiegend in den privaten Bereich verweist. Dabei gilt die nationale Identität im Verhältnis zur religiösen Zugehörigkeit als übergeordneter Bezugspunkt für die Loyalität der Bürger*innen. Das Aufkommen „neuer Muslime“ hat zu Spannungen zwischen religiöser und nationaler Identität geführt. Dabei lehnen einige Gruppen traditionelle ethnisch-kulturelle Werte und nationale Gesetze ab, die sie als unvereinbar mit islamischen Grundsätzen empfinden, was Herausforderungen wie die Marginalisierung bestimmter muslimischer Gemeinschaften und Widerstand gegen nationale Integrationspolitik zur Folge hatte. Gleichzeitig hat Kasachstan ein eigenes Modell islamischer Toleranz entwickelt, das auf den Grundsätzen des Korans und der hanafitischen Rechtsschule (Madhhab) beruht. Dieses Modell fördert interreligiösen Dialog und Konsensbildung, insbesondere in einer Phase, die von einigen Wissenschaftler*innen als „postnormale Zeit“ beschrieben wird. Eine Zeit, die ethische Orientierung auf Grundlage von Demut, Verantwortung und Toleranz erfordert.
Die kasachische Regierung hat auch das islamische Erbe in ihre Bemühungen zur Stärkung der nationalen Identität einbezogen. Staatlich geförderte Projekte wie „Die sakrale Geografie Kasachstans”, das 2017 im Rahmen des “Rukhani Zhangyru” Programms ins Leben gerufen wurde, haben historische Mausoleen und Schreine als integrale Bestandteile der nationalen Geschichte dargestellt. Wissenschaftler*innen weisen darauf hin, dass diese Initiativen das vorkoloniale islamische Erbe als authentisch kasachisch hervorheben, wobei religiöse Stätten und Pilgerfahrten nicht nur spirituelle Funktionen erfüllen, sondern auch die Verbindung zur Tradition der Vorfahren und zur nationalen Zugehörigkeit stärken. Der Wiederaufbau und die staatliche Förderung von Schreinen werden sowohl als religiöse Unternehmungen als auch als Teil lokaler politischer und nationenbildender Strategien angesehen, was gelegentlich zu Konkurrenz zwischen traditionellen religiösen Autoritäten und säkularen Eliten führt.

## Galerie islamischer Bauwerke

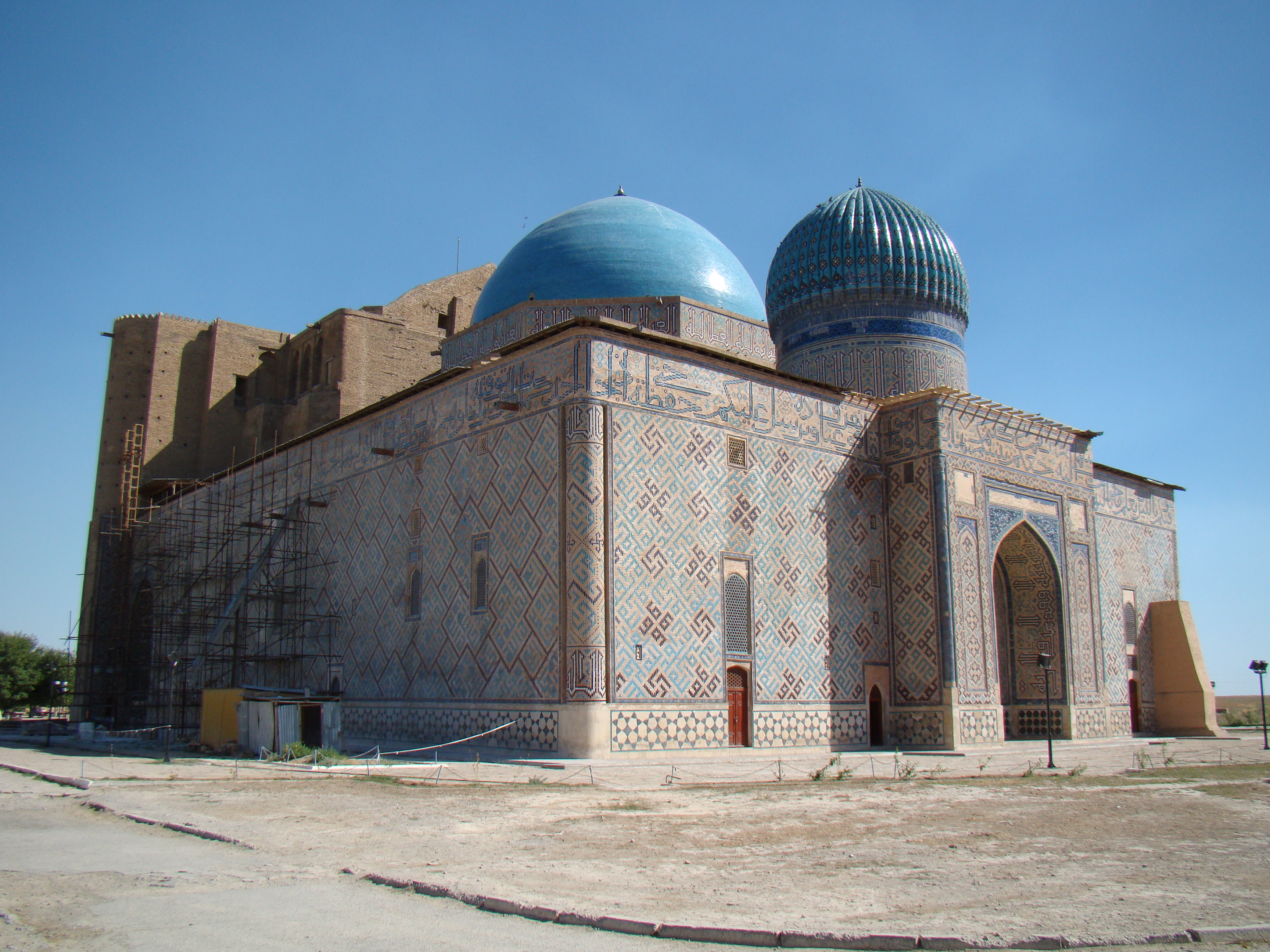
Mausoleum von Hodscha Ahmad Yasawi
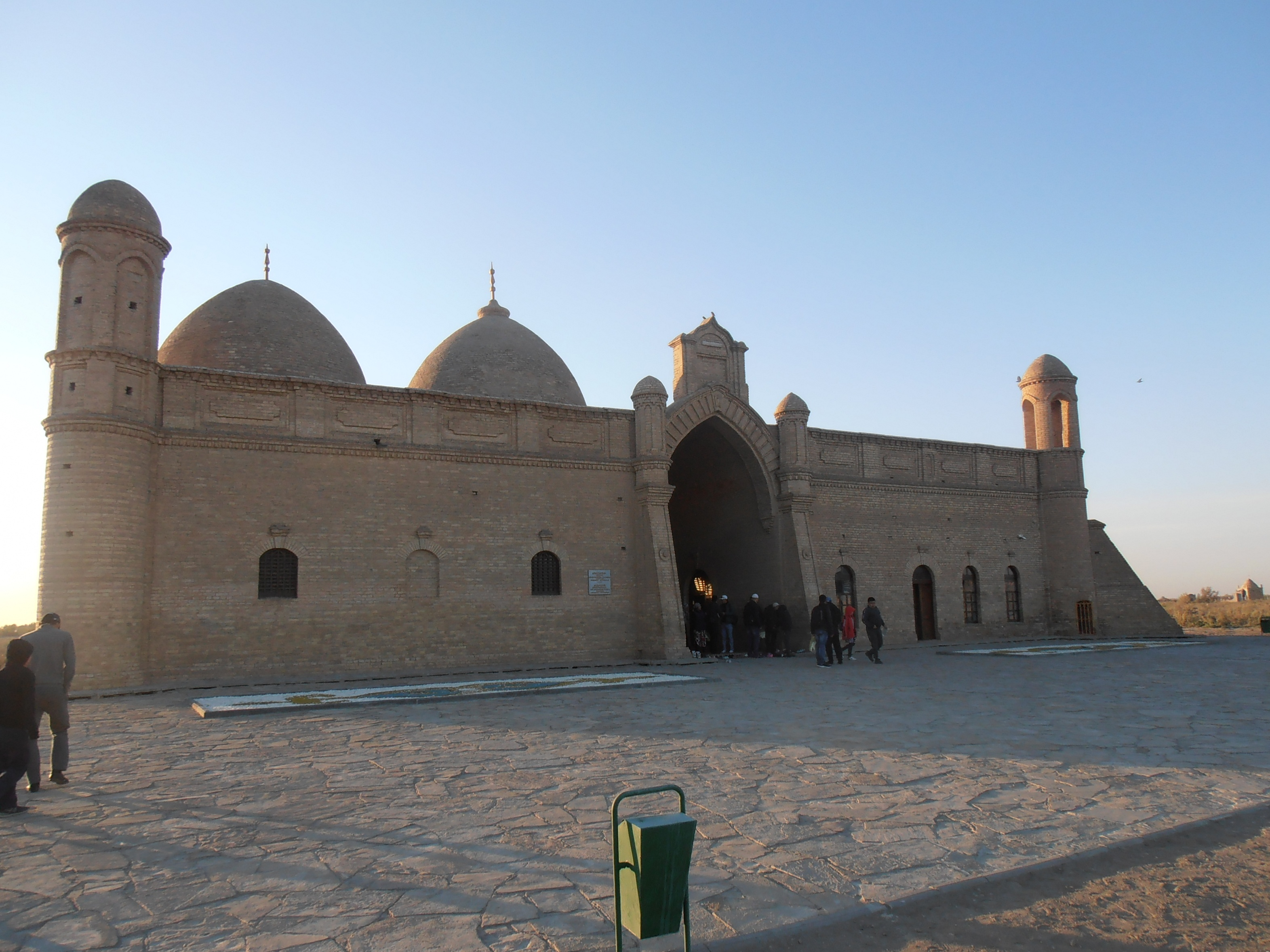
Arystan Bab Mausoleum im Türkistan Gebiet
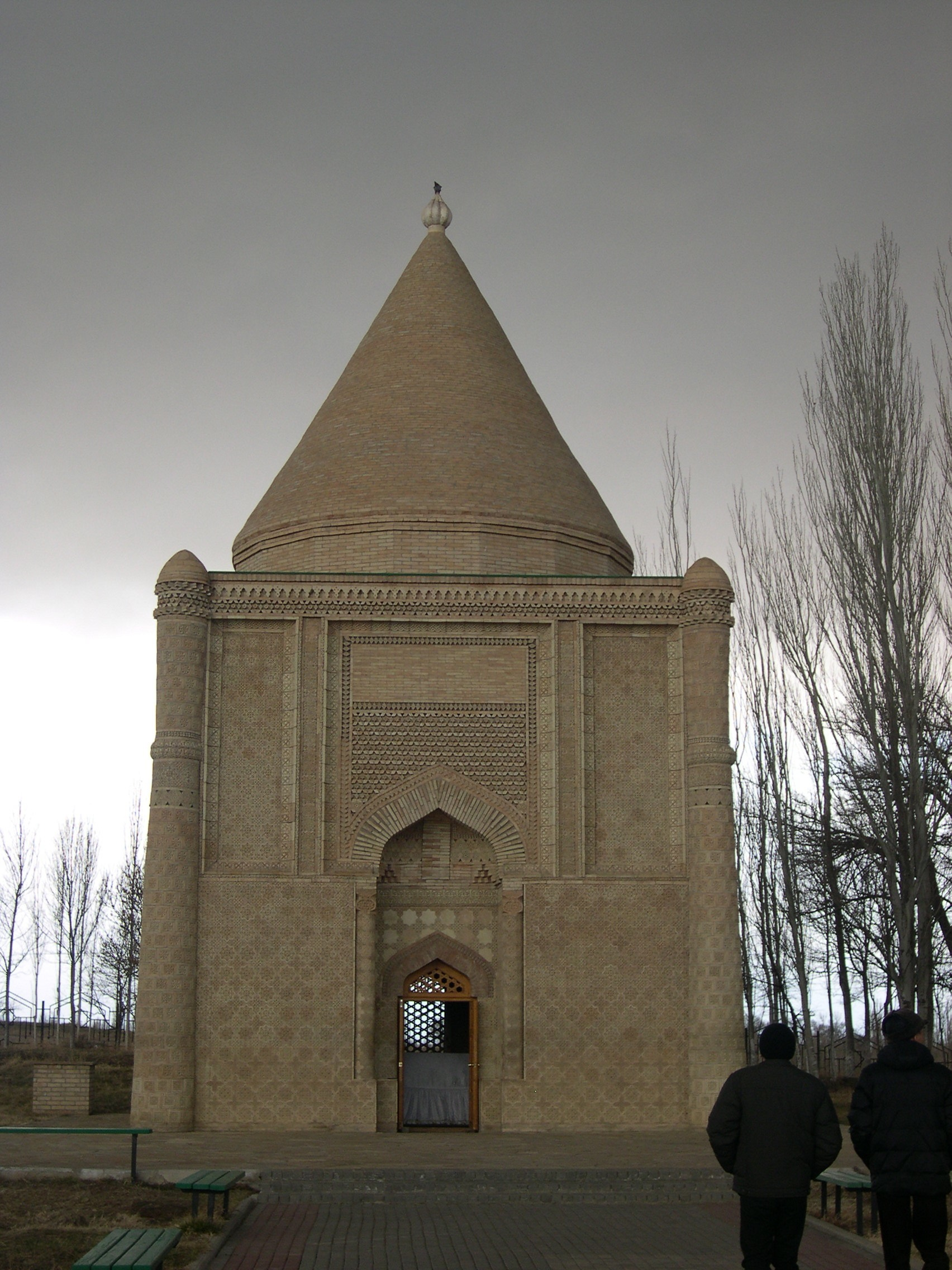
Aisha Bibi Mausoleum im Schambyl Gebiet
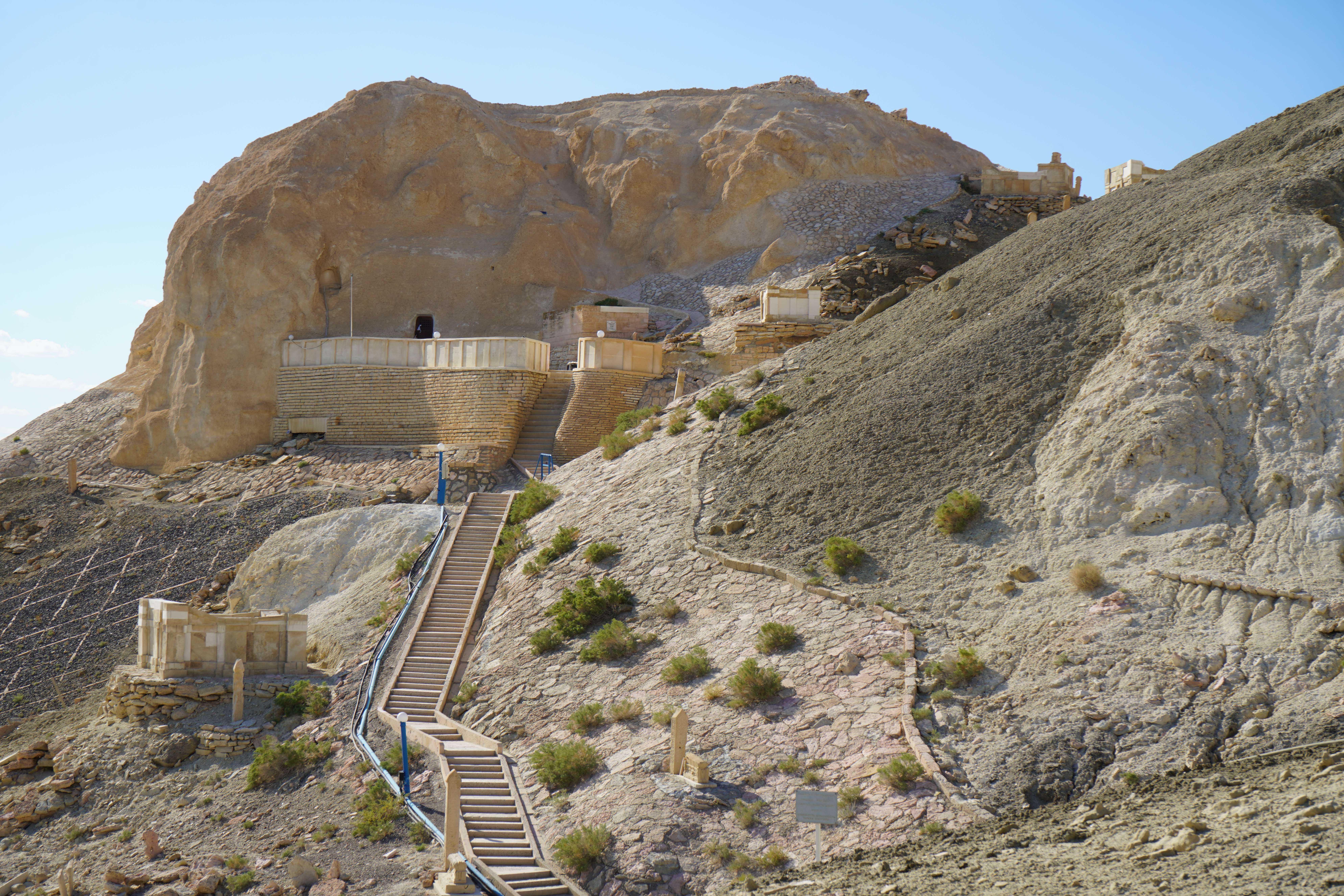
Becket-Ata Höhlenmoschee in Oglandy, Manggystau Gebiet
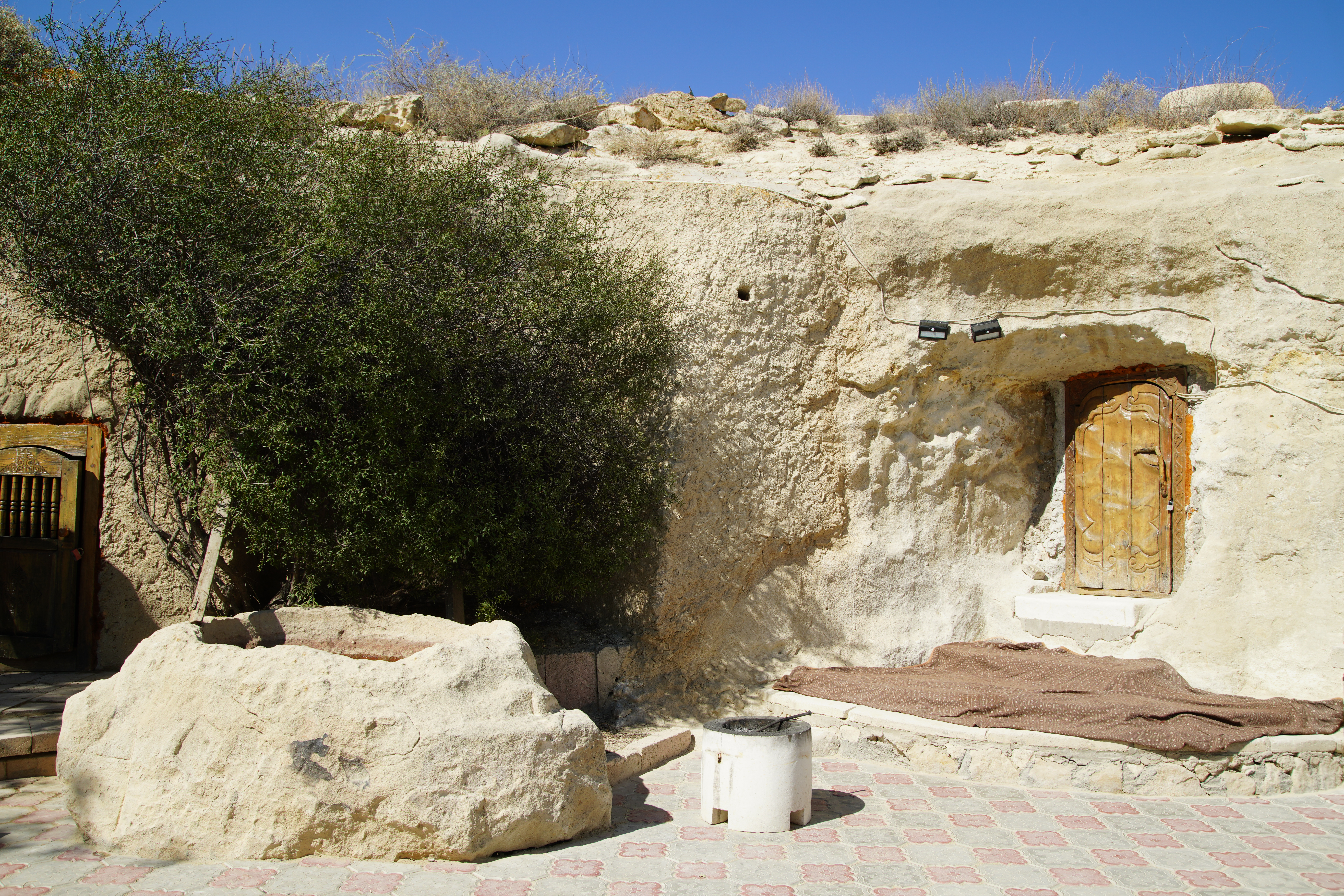
Shopan Ata Necropole und Höhlenmoschee im Manggystau Gebiet
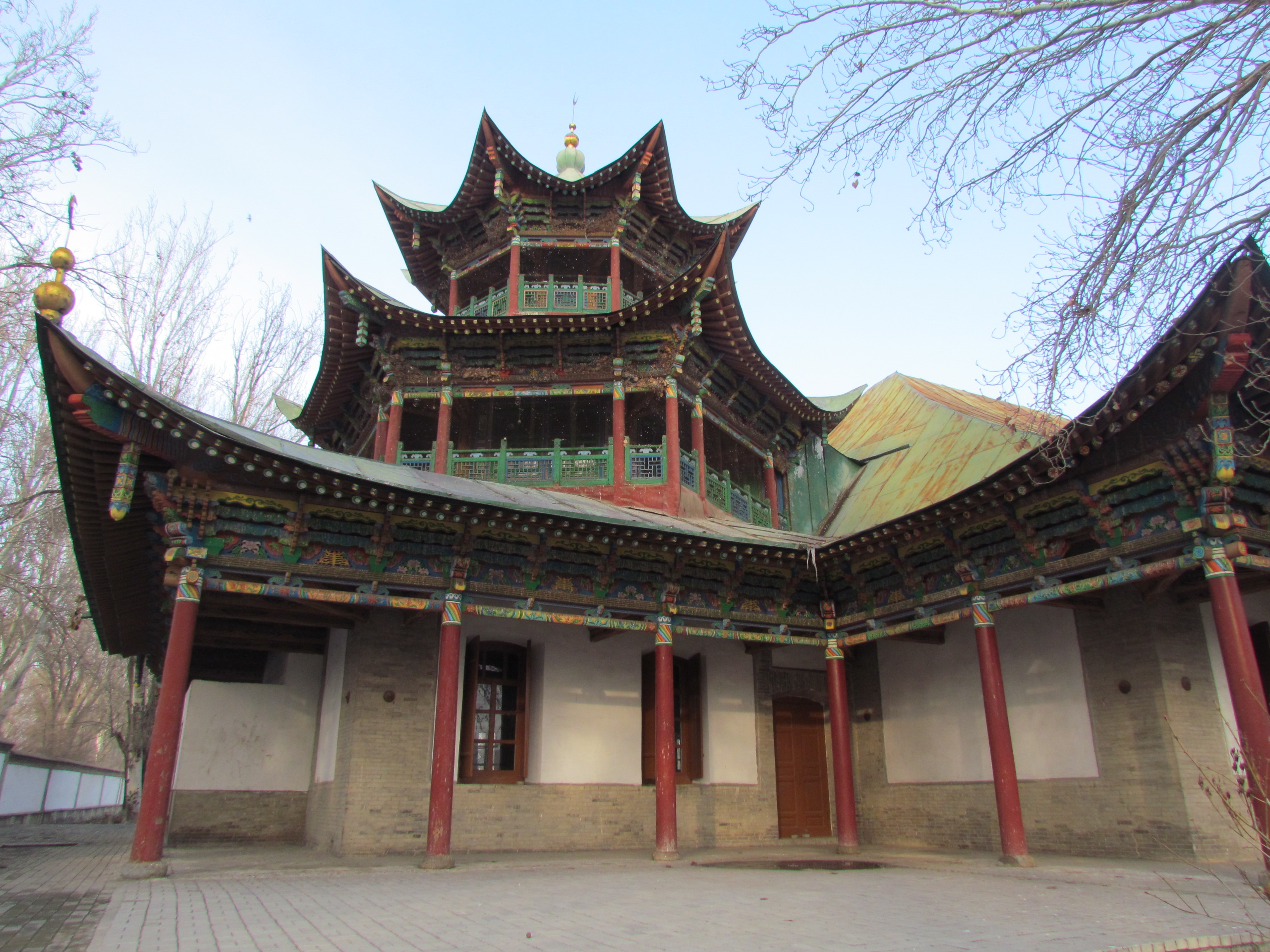
Scharkenter Moschee
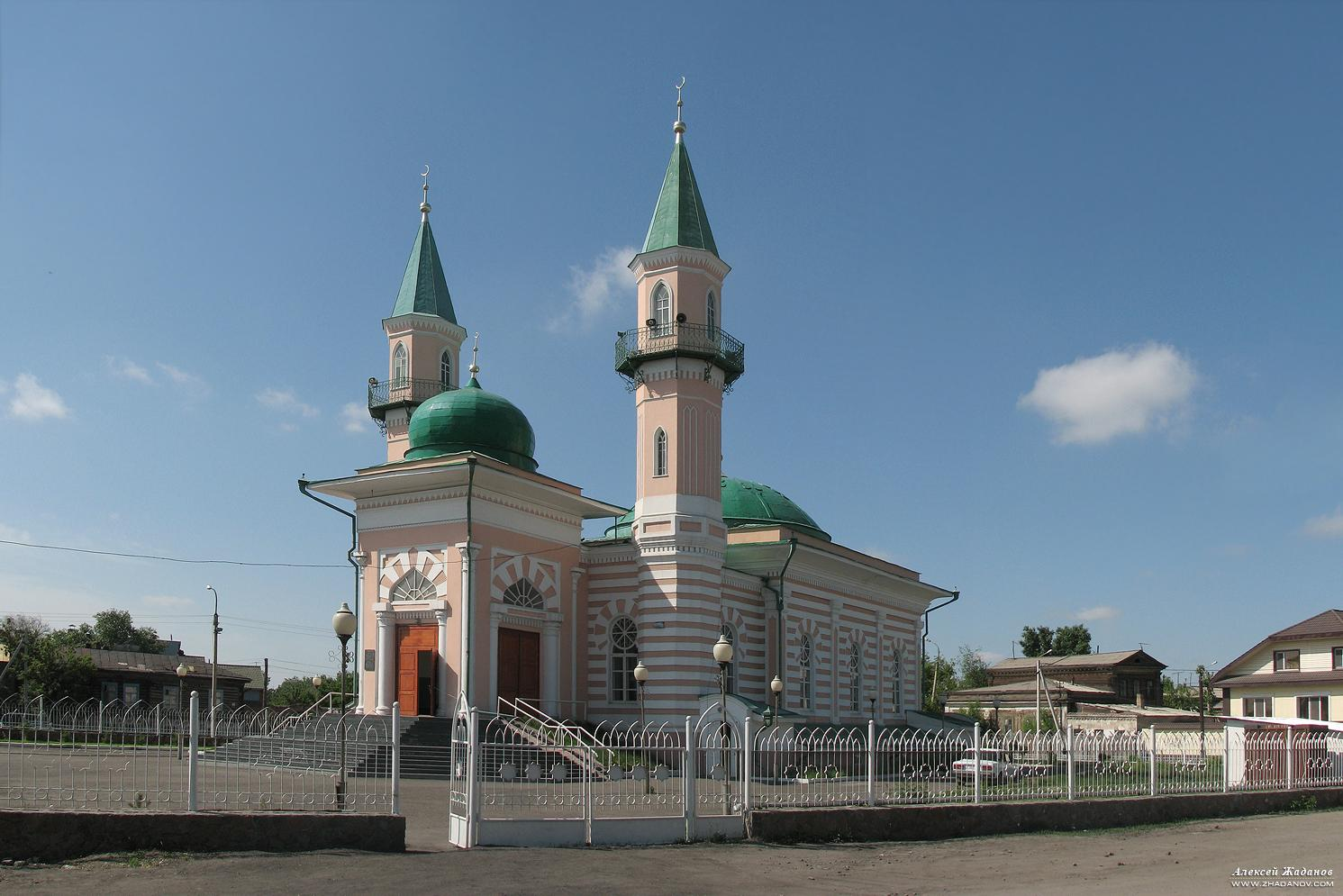
Zwei-Minarett-Kathedralenmoschee von Semei
Mäschhür-Schüssip-Moschee
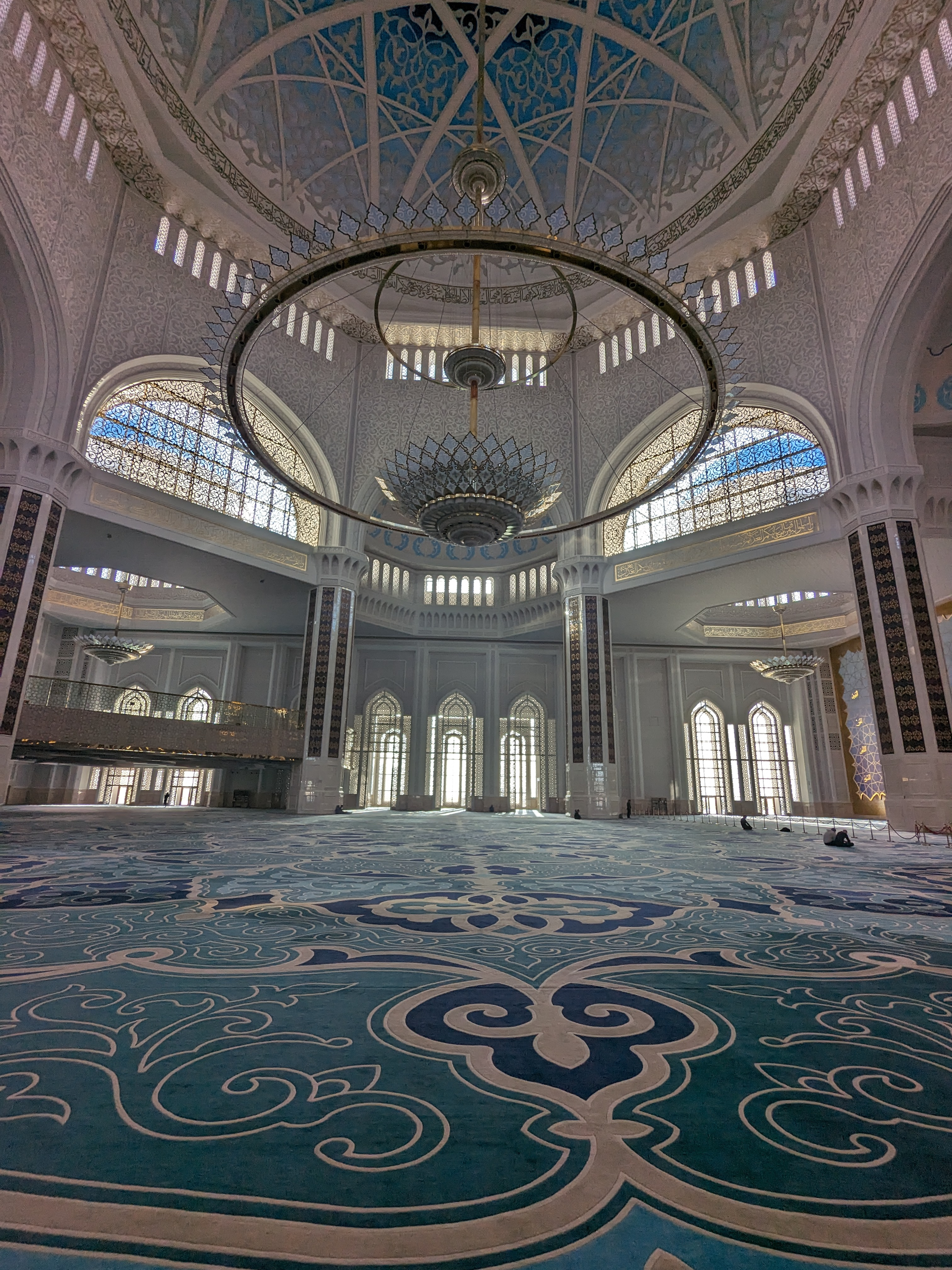
Zentralmoschee (Astana)
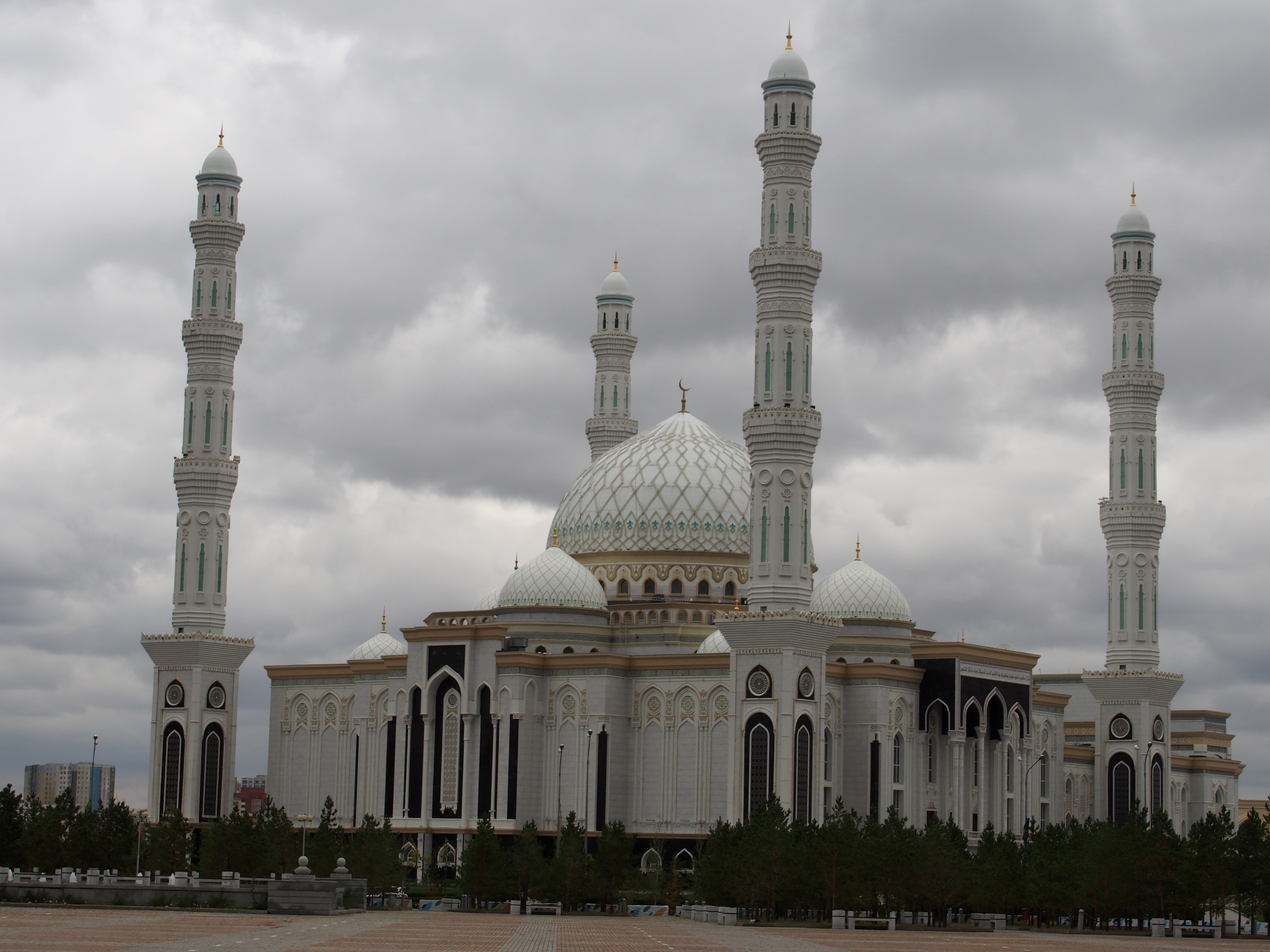
Hazrat-Sultan-Moschee
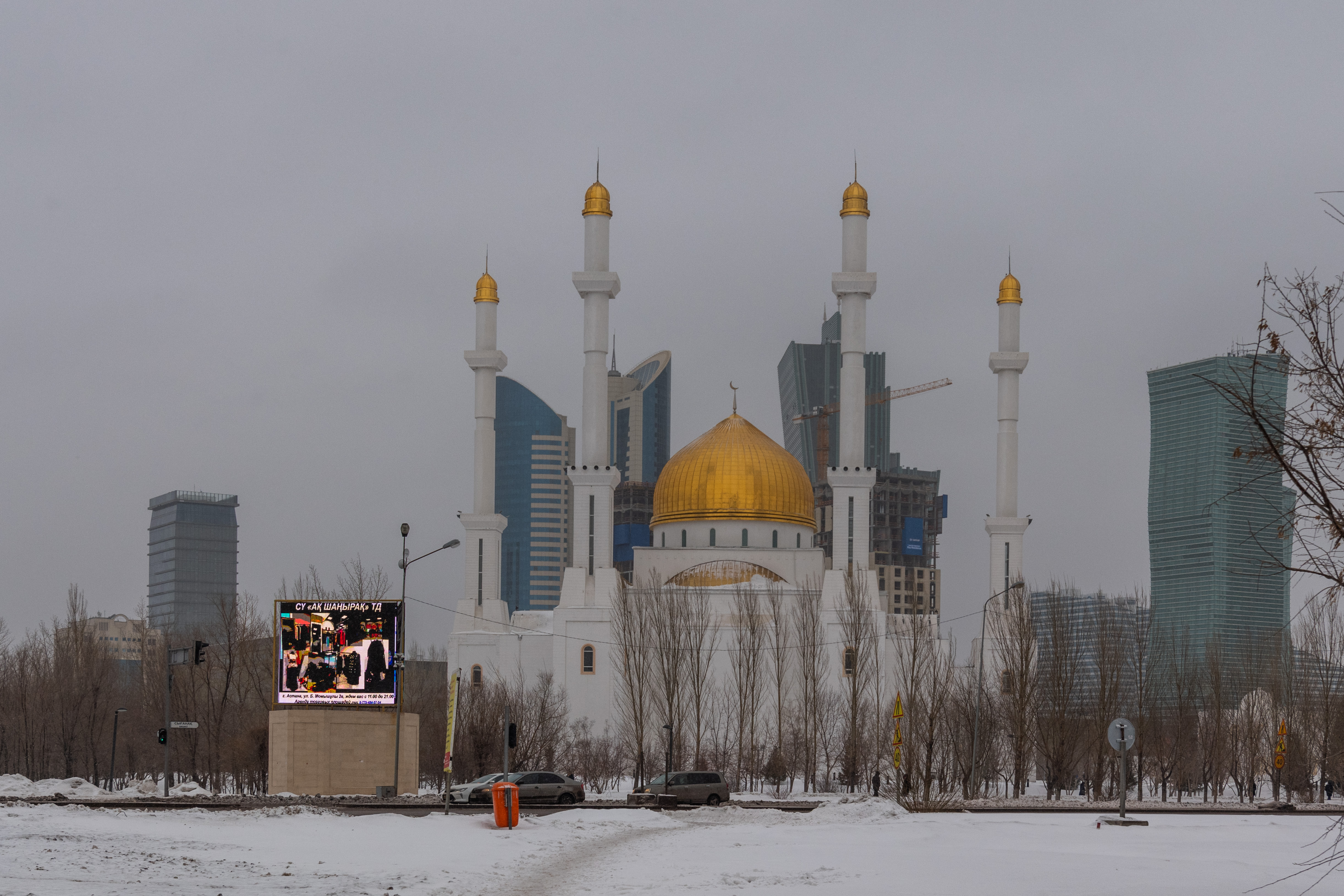
Nur-Astana-Moschee
Zentralmoschee (Almaty)